# Carlos Queiroz
Carlos Manuel Brito Leal Queiroz (Nampula, 1953. március 1.) portugál labdarúgó, edző. 2008 júliusa és 2010 szeptembere között a portugál labdarúgó-válogatott szövetségi kapitánya volt.

## Gyermekkora
1953-ban született Mozambikban, hasonlóan Eusébióhoz, de szülei portugál telepesek voltak. A kelet-afrikai ország 1975-ben vívta ki függetlenségét, akkor költözött Queiroz vissza családjával Portugáliába.

## Pályafutása
Játékosként csak Mozambikban játszott; már húszas éveiben is arra készült, hogy edző lesz. Fiatalokkal foglalkozott, majd 1984-ben az Estoril másodedzője lett, majd a szövetség kinevezte az U20-as válogatott élére. Olyan, akkor még nem túl ismert játékosokkal dolgozhatott együtt, mint Luís Figo, Rui Costa, Fernando Couto, João Pinto, Jorge Costa, Vítor Baía. 1989-ben és 1991-ben is megnyerte az együttessel a világbajnokságot.
A sikerek után 1991-ben szövetségi kapitánnyá nevezték ki, de nem jutott ki csapatával sem az 1992-es Európa-bajnokságra, sem az 1994-es világbajnokságra. A lemondását követő sajtótájékoztatón ezt mondta: „Ki kell söpörni a mocskot a Portugál Labdarúgó Szövetségből!” Ezen elhíresült mondását követően a nehezen kezelhető emberek közé sorolták odahaza. Két évig még a Sporting CP kispadján ülhetett, de aztán hat év alatt megjárta valamennyi kontinenst. Dolgozott a NY/NJ Metro Starsnál, a Nagoja Grampus Eightnél, volt az Egyesült Arab Emírségek és a Dél-afrikai Köztársaság szövetségi kapitánya is. Utóbbi együttessel eljutott a 2002-es világbajnokságra, majd távozott posztjáról, mert nem tudott egyezségre jutni az ország labdarúgásának vezetőivel szerződése meghosszabbításáról. Még abban az évben Sir Alex Ferguson felkérte, hogy legyen a másodedzője a Manchester Unitednél. Egy évvel később a Real Madridot bízták rá, ám ott megbukott. 2004-ben visszatért a Manchester Unitedhez, amelyet csak négy év múlva hagyott ott a portugál válogatott kispadjáért.
2008–2009-ben a 2010-es világbajnokság selejtezőjében Dánia mögött a második helyen végzett a portugál válogatott, így pótselejtezőt játszhatott a vb-részvételért. A pótselejtezőben a Bosznia-Hercegovina elleni kettős győzelemmel kijutottak a vb-re.
2010-ben a világbajnokságon a portugál válogatott a nyolcaddöntőig jutott, ahol a későbbi győztes Spanyolország ellen veszítettek és kiestek. A válogatott a vb-n lejátszott négy mérkőzésből mindössze a spanyolok elleni mérkőzésen kapott egyetlen gólt. Augusztusban a helyi antidopping ügynökség hat hónapra eltiltotta, mert 2010 májusában a szervezet munkáját akadályozta, a csendespihenő alatt alvó játékosait ellenőrizni szándékozó dopping ellenőrökkel üvöltözött és agresszív volt. A portugál szövetség az eltitást követően úgy gondolta, hogy az eltiltás nem lesz hatással az eredményre.
A portugálok azonban az első 2012-es Eb-selejtező mérkőzésén Ciprus ellen 4–4-es döntetlent értek el, majd pár nappal később kikaptak Norvégiától. A két mérkőzés után veszélybe került Quieroz állása, és a portugál szövetség 2010. szeptember 9-én menesztette a fél éves eltiltás és a két Eb-selejtezőn mutatott teljesítmény miatt.
2021. szeptember 8 -án Carlos Queiroz -t nevezték ki Egyiptom edzőjének.